# San Giuliano dei Fiamminghi
San Giuliano dei Fiamminghi, även benämnd San Giuliano dei Belgi och San Giuliano Ospitaliere, är en kyrkobyggnad i Rom, helgad åt den helige Julianus Hospitator. Kyrkan är belägen vid Via del Sudario i Rione Sant'Eustachio och tillhör församlingen Santi Biagio e Carlo ai Catinari. San Giuliano dei Fiamminghi är Belgiens nationskyrka i Rom.

## Historia
Kyrkans ursprung är höljt i dunkel. Enligt uppgift skall den ha grundats under Gregorius II:s pontifikat 715–731. Kyrkan omnämns emellertid för första gången i en förteckning över Roms kyrkor från år 1492. Kyrkan hade konsekrerats den 18 september föregående år. En ombyggnad av kyrkan företogs omkring år 1680.
Ovanför kyrkans ingångsportal står en staty föreställande den helige Julianus; det är en kopia av en staty utförd av Judocus van Haerts i mitten av 1600-talet.
Bland interiörens konstverk och monument märks takfresken Den helige Julianus förhärligande, utförd av William Kent 1717–1718, och gravmonumentet över grevinnan Ludovica Timbrune Valence (1787–1828), utfört av Mathias Kessels.

## Titelkyrka
San Giuliano dei Fiamminghi stiftades som titeldiakonia av påve Johannes Paulus II år 1994.
Kardinaldiakoner
- Jan Pieter Schotte (1994–2005)
- Vakant (2005–2010)
- Walter Brandmüller (2010–)